# Ictiologia

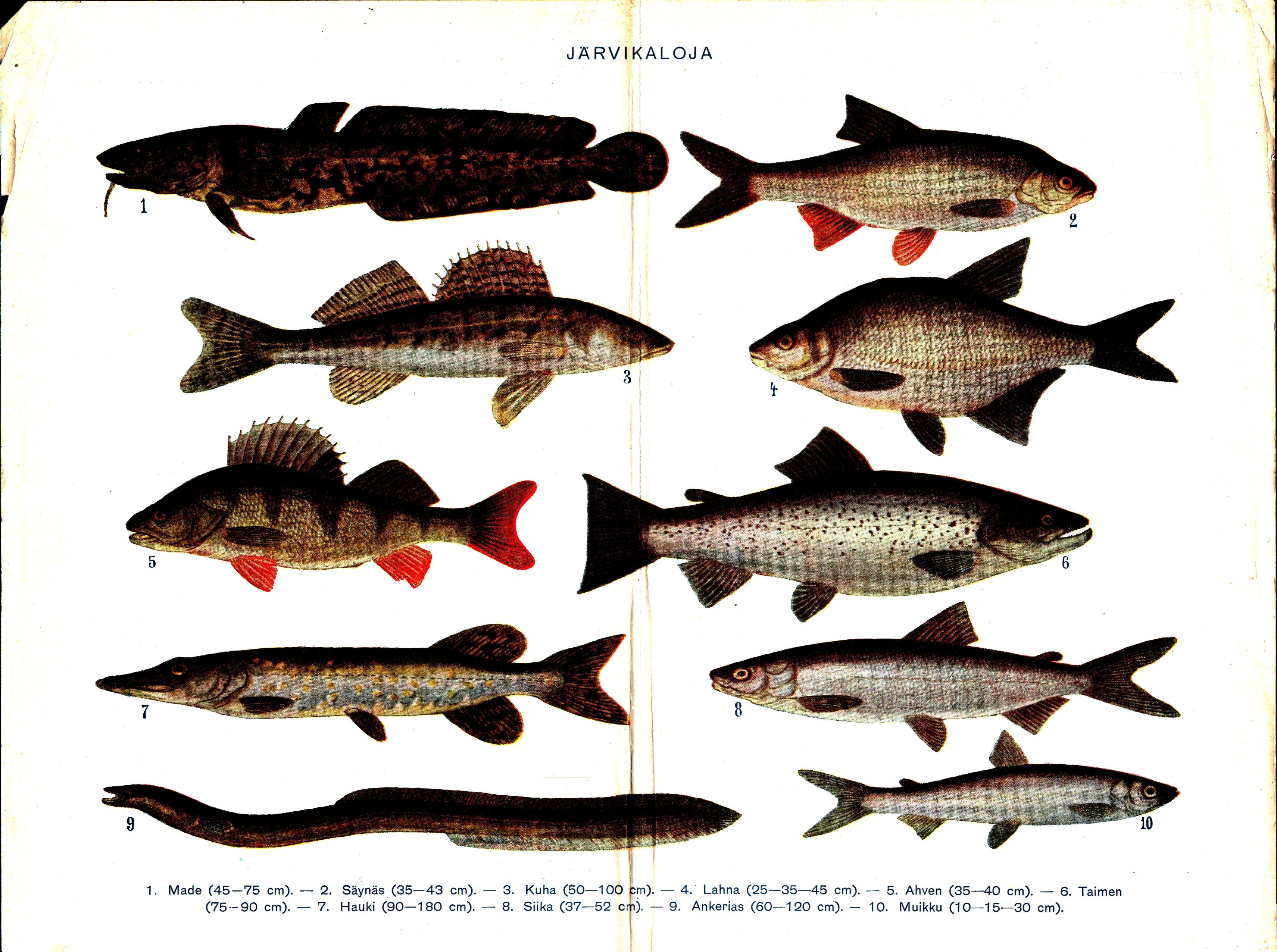
Peixes ósseos

Ictiologia (do grego Ιχθυολογία) é o ramo da zoologia devotado ao estudo dos peixes. Inclui os peixes com ossos (Osteichthyes), os peixes cartilaginosos (Chondrichthyes) como os tubarões e as arraias, e os peixes sem mandíbula (Agnatha). Como existe praticamente o mesmo número de espécies de peixes que de todos os outros vertebrados juntos, e eles estão em processo de evolução há muito tempo, existe uma incrível variedade de peixes. Enquanto a maioria das espécies provavelmente foi descoberta e descrita, a biologia e o comportamento dos peixes ainda não são identificados.  
A ictiologia está associada com biologia marinha, limnologia e o oceanografia. 

## História
Ictiologia origina-se na Revolução do Paleolítico Superior até os dias atuais. Essa ciência desenvolveu-se em várias épocas interconectadas, cada uma com vários avanços significativos.

### Era Pré-Histórica
(38000 a.C.–1500 a.C.)
O estudo dos peixes tem sua origem no desejo do ser humano em se alimentar, vestir e equipar. De acordo com Michael Barton, um proeminente ictiologista e professor do Centre College, "Os primeiros ictiologistas foram caçadores e coletores que aprenderam como obter o mais útil da pesca, onde consegui-la em abundância, e em que épocas poderia estar disponível". Essas ações das primeiras culturas foram manifestadas em  expressões artísticas.

### Era Cristã-Judaica
(1500 a.C–40 d.C)
Informalmente, as descrições científicas de peixes são representadas dentro da tradição Cristã - Judaica. Moisés, no desenvolvimento do kashrut, proibiu o consumo de peixes sem escamas ou faltando parte do corpo (ex: nadadeiras). Teólogos e ictiologistas  especulam que o apóstolo Pedro e os seus contemporâneos coletavam peixes que hoje ainda são pescados e vendidos nas indústrias modernas ao longo do mar da Galileia, atualmente conhecido como lago Kinneret em Israel. Estes peixes incluem os ciprinídeos do gênero "Barbus" e "Mirogrex", ciclídeos do gênero "Sarotherodon", e "Mugil cephalus" da família Mugilidae.

### Era Mediterrânea
(335 A.C–80 D.C)
Aristóteles incorporou a ictiologia ao estudo formal científico. Entre 335 a.C - 322 d.C, fez a primeira classificação taxonômica, na qual foram descritas com precisão 117 espécies de peixes do mar Mediterrâneo. Além disso, Aristóteles observou as diferenças anatômicas e de comportamento entre os peixes e mamíferos marinhos. Após sua morte, alguns dos seus discípulos continuaram as suas pesquisas ictiológicas. Teofrasto, por exemplo, compôs um tratado sobre peixes anfíbios. Os romanos, embora menos dedicados a ciência, escreveram extensivamente sobre peixes. Plínio "o Ancião", um notável naturalista romano, compilou os trabalhos de gregos, incluindo peculiaridades comprováveis, embora aparentemente fantasiosas como o tubarão-serra e as sereias. A documentação de Plínio foi a última contribuição significativa até o Renascimento Europeu.

### Era do Renascimento Europeu
(1200 D.C–1600 D.C)
Os escritos de três estudantes do século XVI, Hippolyte Salviani, Pierre Belon, e Guillaume Rondelet, significam a concepção da ictiologia moderna. As investigações destes indivíduos eram baseadas na pesquisa atual em comparação a citações antigas. Esta propriedade popularizou-se e enfatizou essas descobertas. Apesar da notoriedade deles, o "Piscibus Marinum" de Rondelet é considerado como o mais influente, pois identificou 244 espécies de peixes.

### Era da Exploração e Colonização
(1600 D.C–1800 D.C)  
As alterações ocorridas na navegação e construção naval ao longo do Renascimento marcaram o começo de uma época nova em ictiologia. O Renascimento culminou com a era da exploração e colonização, e no interesse cosmopolita em navegação, iniciou-se a especialização ao naturalismo. Georg Marcgrave da Saxônia compôs o "Naturalis Brasilae" em 1648. Este documento continha uma descrição de 100 espécies de peixes nativos para o litoral brasileiro. Em 1686, John Ray e Francis Willoughby publicaram juntos o "Historia Piscium", uma monografia científica que contém 420 espécies de peixes, 178 destas descobertas recentemente. Os peixes desta literatura informativa foram organizados em um sistema provisório de classificação.
A classificação usada no "Historia Piscium" foi criada por Carolus Linnaeus (ou Lineu), o "pai da taxonomia moderna". A taxonomia desenvolvida por ele tornou-se padrão para sistemática do estudo dos organismos, inclusive peixes. Lineu foi professor na Universidade de Uppsala, notável botânico; entretanto, um dos alunos dele e colega, Peter Artedi, ganhou o título de "pai da ictiologia" pelos seus indispensáveis avanços. Artedi contribuiu ao refinamento dos princípios da taxonomia de Linnaeus. Além disso, reconheceu cinco ordens adicionais de peixes: Malacopterygii, Acanthopterygii, Branchiostegi, Chondropterygii, e Plagiuri. Artedi desenvolveu métodos padrões para fazer cálculos e medidas de características anatômicas que são atualmente exploradas. Outro associado de Linnaeus, Albertus Seba, foi um farmacêutico próspero de Amsterdã. Seba tinha uma coleção de peixes, portanto convidou Artedi para utilizá-la. Infelizmente, em 1735, Artedi caiu num canal em Amsterdã e se afogou aos 30 anos de idade.  
Postumamente, Lineu publicou uma antologia dos diários de Artedi intitulada, "Systema Naturae". O refinamento da taxonomia dele culminou com o desenvolvimento da nomenclatura binominal que é usada pelos biólogos contemporâneos. Além disso, ele revisou as ordens introduzidas por Artedi, acrescentando as nadadeiras pélvicas. Os peixes a que faltava este apêndice foram colocados dentro da ordem Apode; os que possuem barbatanas no abdômen, tórax, ou nadadeiras pélvicas (jugulares) eram respectivamente denominados Abdominales, Toracici, e Jugulares. Porém, estas alterações não foram fundamentadas dentro da teoria evolutiva. Um século depois, Charles Darwin foi o criador do fundamento intelectual (Origem das Espécies) que nos permitiu perceber que o grau de semelhança de características taxonômicas era uma consequência da relação filogenética.

### Era Moderna
(1800 D.C–Dias Atuais)  
Próximo ao início do século XIX, Marcus Elieser Bloch de Berlim e Georges Cuvier de Paris fizeram uma tentativa para consolidar o conhecimento da ictiologia. Cuvier resumiu toda informação disponível no seu monumental "Histoire Naturelle des Poissons". Este manuscrito foi publicado entre 1828 e 1849 em uma série de 22 volumes. Esta documentação contém 4514 espécies de peixes, 2311 destes novos para a ciência. Essa obra literária ainda permanece como um dos tratados mais ambiciosos do mundo moderno. A exploração científica das Américas progrediu nosso conhecimento da notável diversidade de peixes. Charles Alexandre Lesueur, um estudante de Cuvier, fez um viveiro de peixes nos Grandes Lagos e nas regiões do rio São Lourenço.
Aventureiros como John James Audubon e Constantine Rafinesque figuram na documentação da fauna da América do Norte. Estas pessoas viajaram frequentemente juntos e compuseram  a "Ictiologia Ohiensis" em 1820. Além deles, Louis Agassiz da Suíça estabeleceu a sua reputação através do estudo de peixes de água doce e organismos, abrindo caminho para a paleoictiologia. Agassiz imigrou eventualmente para os Estados Unidos e ensinou na Universidade de Harvard em 1846.  
Albert Günther publicou o Catálogo de peixes do Museu Britânico entre 1859 e 1870, descreveu mais de 6.800 espécies e mencionou outras 1.700. Geralmente, considerado um dos ictiológos mais influente, David Starr Jordan escreveu 650 artigos e livros sobre o assunto como também foi reitor da Universidade de Indiana e da Universidade de Stanford.

## Publicações Modernas
| Publicação                       | Frequência | Data da publicação  | Companhia afiliada                               |
| -------------------------------- | ---------- | ------------------- | ------------------------------------------------ |
| Copeia                           | Trimestral | 27 de Dezembro 1913 | Sociedade Americana de Ictiólogos e Herpetólogos |
| Periódico de Ictiologia Aplicada | Bimestral  | Desconhecido        | Editora Blackwell                                |

## Organizações
| Organizações | Organizações |
| --- | --- |
| - Sociedade Americana de Elasmobranquios - Sociedade Americana de Pescas - Sociedade Americana de Ictiólogos e Herpetólogos - Associação de Coleções Sistemáticas - Preservação de peixes nativos - Associação de Ictiologia Neotropical - Associação Norte-Americana de Peixes Nativos | - Sociedade para Biologia Integrativa e Comparativa - Sociedade para a Biologia Vertebrada do Noroeste - Sociedade para a Preservação das Coleções de História Natural - Conselho de Pesca do Sudeste - Associação de Naturalistas do Sudoeste - União Internacional para a Conservação da Natureza e dos Recursos Naturais |

## Importantes Ictiólogos
- Achille Valenciennes
- Albert Günther
- Alexander Emanuel Agassiz
- Bashford Dean
- Carl H. Eigenmann
- Charles Frédéric Girard
- Charles Henry Gilbert
- Charles Tate Regan
- David Starr Jordan
- Edward Drinker Cope
- Francis Day - Índia
- Francis Willughby
- Franz Steindachner
- George Albert Boulenger
- George Brown Goode
- Georges Cuvier
- HIM Imperador Akihito do Japão
- J.L.B. Smith
- John Treadwell Nichols - China, fundador da Copeia
- Louis Agassiz
- Marcus Elieser Bloch
- Peter Artedi
- Pieter von Bleeker - Índia Oriental
- Rosa Smith Eigenmann
- Samuel Garman
- Spencer Fullerton Baird
- Tarleton Hoffman Bean
- Theodore Nicholas Gill
- William O. Ayres - Califórnia

## Importantes do Brasil
- Ângelo Antônio Agostinho
- Gustavo Wilson Alves Nunan
- Heraldo Antônio Britski
- Naécio Aquino Menezes
- Alexandre Clistenes